# Без скорботи про нашу юність (фільм)
«Без скорботи про нашу юність» (わが青春に悔なし) — фільм, сценарій до якого написав і який зрежисував Куросава Акіра у 1946 році. Оснований на Такігавському інциденті 1933 року.
Фільм був заборонений під час окупаційного режиму SCAP, тому вийшов уже в 1952 році після підписання Сан-Франциського мирного договору.